# Maryna Prokofieva
Maryna Serhivna Prokofieva –en ucraniano, Марина Сергіївна Прокофєва– (Mariúpol, 4 de febrero de 1982) es una deportista ucraniana que compitió en judo. Ganó tres medallas en el Campeonato Europeo de Judo, en los años 2004 y 2005.

## Palmarés internacional
| Campeonato Europeo | Campeonato Europeo      | Campeonato Europeo | Campeonato Europeo |
| Año                | Lugar                   | Medalla            | Categoría          |
| ------------------ | ----------------------- | ------------------ | ------------------ |
| 2004               | Bucarest (Rumania)      | Medalla de oro     | +78 kg             |
| 2004               | Budapest (Hungría)      | Medalla de plata   | Abierta            |
| 2005               | Róterdam (Países Bajos) | Medalla de bronce  | +78 kg             |